# Caqui americano
O caqui ou dióspiro americano, Diospyros virginiana L. é uma espécie de dióspiro que se distribui no sudeste dos Estados Unidos da América, desde a Nova Inglaterra à Florida e, para oeste, até ao Texas e Kansas.
A árvore, que pode crescer até aos 20 m e tem geralmente tronco fino, muito ramificado, formando uma copa larga, é cultivada desde tempos pré-históricos pelos nativos americanos, devido ao seu fruto doce e à qualidade da sua madeira.
O fruto (de cor laranja a negra) é uma baga de formato arredondado ou oval, com dois a seis cm de diâmetro e pode conter uma a oito sementes. É adstringente quando verde, mas muito doce quando maduro, sendo popular na culinária dos Estados Unidos. As sementes torradas podem ser usadas para substituir o café.
O dióspiro americano é rico em vitaminas, cálcio, ferro, fósforo e zinco.[carece de fontes?]